# Ramphomicron
Ramphomicron es un género de aves apodiformes de la familia Trochilidae (los colibríes) que incluye apenas a dos especies nativas de América del Sur, cuyas áreas de distribución se encuentran principalmente a lo largo de la cordillera de los Andes desde el norte de Colombia y oeste de Venezuela hasta el centro oeste de Bolivia. A sus miembros se les conoce por el nombre común de colibríes piquicortos o picoespinas, entre otros.

## Características
Los colibríes de este género miden entre 8 y 9,5 cm de longitud y se caracterizan principalmente por su diminuto pico puntiagudo; los machos tienen las partes superiores morado purpúreo o negro brillantes, un babero verde dorado resplandeciente y las partes ventrales verde brillante, la cola furcada algo larga negruzco morada. Las hembras tienen las partes superiores verde brillante, las inferiores blanco-anteadas manchadas de verde, subcaudales ante canela con bordes claros, rectrices externas con ápices blancos.

## Taxonomía
El género Ramphomicron fue propuesto por el zoólogo francés Charles Lucien Bonaparte en 1850 y la especie tipo subsecuentemente designada es Ornismya microrhyncha, actualmente Ramphomicron microrhynchum.

### Etimología
El nombre genérico neutro «Ramphomicron» es una combinación de las palabras del griego «rhamphos» que significa ‘pico’, y «mikros» que significa ‘pequeño’.

## Lista de especies
Según las clasificaciones del Congreso Ornitológico Internacional (IOC) y Clements Checklist/eBid, el género agrupa a las siguientes especies con el respectivo nombre popular de acuerdo con la Sociedad Española de Ornitología (SEO):
| Imagen | Nombre científico          | Autor                 | Nombre común                  | Estado de conservación | Distribución |
| ------ | -------------------------- | --------------------- | ----------------------------- | ---------------------- | ------------ |
|        | Ramphomicron dorsale       | Salvin & Godman, 1880 | colibrí piquicorto dorsinegro | NT                     |              |
|        | Ramphomicron microrhynchum | (Boissonneau), 1839   | colibrí piquicorto común      | LC                     |              |